# Gareth Bale
Gareth Frank Bale (ur. 16 lipca 1989 w Cardiff) – walijski piłkarz, który grał na pozycji napastnika. W latach 2006–2022 reprezentant Walii.

## Kariera klubowa

### Southampton
Gareth Bale swoją karierę piłkarską zaczynał w juniorskim zespole Southampton. Do pierwszej drużyny został włączony w 2005. W seniorskim zespole zadebiutował 17 kwietnia następnego roku w ligowym spotkaniu z Millwall. W trakcie pierwszego występu miał 16 lat i 275 dni, czym stał się drugim najmłodszym piłkarzem, który zadebiutował w pierwszej drużynie Southampton (pierwszym był Theo Walcott). Debiutancki sezon zakończył z dwoma ligowymi występami. 9 sierpnia w meczu z Derby County zdobył swojego pierwszego gola dla Southampton. Wystąpił wówczas w 28 ligowych spotkaniach, strzelając w nich pięć bramek.

### Tottenham Hotspur
25 maja 2007 przeszedł za kwotę 10 milionów funtów do Tottenhamu Hotspur. Pierwszy występ w tym klubie zaliczył 26 sierpnia, kiedy to zagrał w przegranym 1:0 ligowym spotkaniu z Manchesterem United. Pierwszego gola dla Tottenhamu zdobył 1 września w zremisowanym 3:3 meczu z Fulham. Pierwszy sezon w ekipie Spursów zakończył z ośmioma ligowymi występami. Na początku w drużynie „Kogutów” występował jako lewy obrońca. W sezonie 2009/2010 został przeniesiony na lewą pomoc.
20 października 2010 rozegrał mecz przeciwko Interowi Mediolan w Lidze Mistrzów sezonu 2010/2011 strzelając klasycznego hat-tricka w drugiej połowie meczu, mimo że Tottenham przegrywał 4:0 po pierwszej połowie grając w dziesiątkę. Mecz zakończył się wynikiem 4:3 dla drużyny włoskiej.
W 2011 i 2013 został wybrany przez zawodowy związek piłkarzy (PFA) piłkarzem roku w Anglii.

### Real Madryt
1 września 2013 podpisał 6-letni kontrakt z Realem Madryt. Według agenta FIFA Ernesta Bronzettiego kwota transferu wyniosła 91,2 miliona euro. 14 września zadebiutował w Primera División w spotkaniu z Villarrealem. Mecz zakończył się remisem 2:2, a sam Bale strzelił gola. Kilka dni później Bale zadebiutował w Lidze Mistrzów w meczu z Galatasaray SK; pojawił się na boisku w 64. minucie meczu, zmieniając Isco. Spotkanie zakończyło się wygraną Realu 6:1. Swojego pierwszego hat-tricka dla Realu Madryt strzelił 30 listopada 2013 w meczu z Realem Valladolid. Ma w swoim dorobku kilka rekordów, między innymi jest najmłodszym reprezentantem swojego kraju w historii i najmłodszym zdobywcą gola.
W sezonie 2013/2014 razem z ekipą Królewskich udało mu się w wyeliminować w półfinale rozgrywek Ligi Mistrzów Bayern Monachium. Real Madryt wygrał z ekipą z Bawarii w dwumeczu 5:0. 24 maja 2014 Gareth Bale sięgnął razem z Realem Madryt po trofeum Ligi Mistrzów, pokonując Altetico Madryt 4:1 po dogrywce. Wystąpił przez całe 120 minut meczu, strzelając gola na 2:1. Był to dziesiąty puchar dla Realu Madryt, a pierwszy dla Walijczyka. W swoim pierwszym sezonie w Realu Madryt wygrał również Puchar Króla, a w finale gdzie przeciwnikiem była Barcelona, zdobył gola na 2:1. Strzelił także dwie bramki w finale Ligi Mistrzów w sezonie 2017/18 (jedną z nich z przewrotki).

### Los Angeles FC
Gareth Bale dołączył do Los Angeles FC 1 lipca 2022 r. za 1,6 miliona dolarów. Pod koniec 2022 roku Gareth wygrał MLS i strzelił bramkę w 128 minucie.
9 stycznia 2023 oświadczył, że zakończył piłkarską karierę.

## Kariera reprezentacyjna
Gareth Bale swoją przygodę z reprezentacyjną piłką rozpoczął od najmłodszych kategorii wiekowych. W niespełna rok, przeskoczył z kategorii do lat 17 do dorosłej kadry. W seniorskim zespole zadebiutował 27 maja 2006 w meczu z Trynidadem i Tobago. Stał się równocześnie najmłodszym piłkarzem reprezentującym Walię. W czasie debiutu miał 16 lat i 315 dni.
7 października 2006 w meczu eliminacji do Euro 2008 ze Słowacją zdobył swojego pierwszego gola w kadrze. Stał się przy tym najmłodszym piłkarzem, który zdobył bramkę w reprezentacji Walii.

## Statystyki

### Klubowe
| Klub                     | Sezon              | Liga  | Liga | Puchar kraju | Puchar kraju | Puchar ligi | Puchar ligi | Europa | Europa | Inne  | Inne | Łącznie | Łącznie |
| Klub                     | Sezon              | Mecze | Gole | Mecze        | Gole         | Mecze       | Gole        | Mecze  | Gole   | Mecze | Gole | Mecze   | Gole    |
| ------------------------ | ------------------ | ----- | ---- | ------------ | ------------ | ----------- | ----------- | ------ | ------ | ----- | ---- | ------- | ------- |
| Southampton              | 2005/06            | 2     | 0    | 0            | 0            | 0           | 0           | 0      | 0      | 0     | 0    | 2       | 0       |
| Southampton              | 2006/07            | 38    | 5    | 1            | 0            | 3           | 0           | 0      | 0      | 1     | 0    | 43      | 5       |
| Southampton              | Łącznie            | 40    | 5    | 1            | 0            | 3           | 0           | 0      | 0      | 1     | 0    | 45      | 5       |
| Tottenham Hotspur        | 2007/08            | 8     | 2    | 0            | 0            | 1           | 1           | 3      | 0      | 0     | 0    | 12      | 3       |
| Tottenham Hotspur        | 2008/09            | 16    | 0    | 2            | 0            | 5           | 0           | 7      | 0      | 0     | 0    | 30      | 0       |
| Tottenham Hotspur        | 2009/10            | 23    | 3    | 8            | 0            | 3           | 0           | 0      | 0      | 0     | 0    | 34      | 3       |
| Tottenham Hotspur        | 2010/11            | 30    | 7    | 0            | 0            | 0           | 0           | 11     | 4      | 0     | 0    | 41      | 11      |
| Tottenham Hotspur        | 2011/12            | 36    | 9    | 4            | 2            | 0           | 0           | 2      | 1      | 0     | 0    | 42      | 12      |
| Tottenham Hotspur        | 2012/13            | 33    | 21   | 2            | 1            | 1           | 1           | 8      | 3      | 0     | 0    | 44      | 26      |
| Tottenham Hotspur        | Łącznie            | 146   | 42   | 16           | 3            | 10          | 2           | 31     | 8      | 0     | 0    | 203     | 55      |
| Real Madryt              | 2013/14            | 27    | 15   | 5            | 1            | –           | –           | 12     | 6      | 0     | 0    | 44      | 22      |
| Real Madryt              | 2014/15            | 31    | 13   | 2            | 0            | –           | –           | 10     | 2      | 5     | 2    | 48      | 17      |
| Real Madryt              | 2015/16            | 23    | 19   | 0            | 0            | –           | –           | 8      | 0      | –     | –    | 31      | 19      |
| Real Madryt              | 2016/17            | 19    | 7    | 0            | 0            | –           | –           | 8      | 2      | 0     | 0    | 27      | 9       |
| Real Madryt              | 2017/18            | 26    | 16   | 2            | 1            | –           | –           | 7      | 3      | 4     | 1    | 39      | 21      |
| Real Madryt              | 2018/19            | 29    | 8    | 3            | 0            | –           | –           | 7      | 3      | 3     | 3    | 42      | 14      |
| Real Madryt              | 2019/20            | 16    | 2    | 1            | 1            | –           | –           | 3      | 0      | 0     | 0    | 20      | 3       |
| Real Madryt              | 2021/22            | 5     | 1    | 0            | 0            | 0           | 0           | 2      | 0      | 0     | 0    | 7       | 1       |
| Real Madryt              | Łącznie            | 176   | 81   | 13           | 3            | –           | –           | 57     | 16     | 12    | 6    | 258     | 106     |
| Tottenham Hotspur (wyp.) | 2020/21            | 20    | 11   | 2            | 1            | 2           | 1           | 10     | 3      | –     | –    | 34      | 16      |
| Los Angeles FC           | 2022               | 12    | 2    | –            | –            | –           | –           | –      | –      | 1     | 1    | 13      | 3       |
| Łącznie w karierze       | Łącznie w karierze | 394   | 141  | 32           | 7            | 15          | 3           | 98     | 27     | 14    | 7    | 553     | 185     |

### Reprezentacyjne
| Reprezentacja | Rok     | Mecze | Bramki |
| ------------- | ------- | ----- | ------ |
| Walia         | 2006    | 4     | 1      |
| Walia         | 2007    | 7     | 1      |
| Walia         | 2008    | 5     | 0      |
| Walia         | 2009    | 7     | 0      |
| Walia         | 2010    | 4     | 1      |
| Walia         | 2011    | 6     | 3      |
| Walia         | 2012    | 5     | 3      |
| Walia         | 2013    | 5     | 2      |
| Walia         | 2014    | 5     | 3      |
| Walia         | 2015    | 6     | 5      |
| Walia         | 2016    | 11    | 7      |
| Walia         | 2017    | 3     | 0      |
| Walia         | 2018    | 6     | 5      |
| Walia         | 2019    | 9     | 2      |
| Walia         | 2020    | 4     | 0      |
| Walia         | 2021    | 13    | 3      |
| Walia         | 2022    | 11    | 5      |
| Ogólnie       | Ogólnie | 111   | 41     |

### Gole w reprezentacji
| Lp.       | Data                 | Miejsce             | Przeciwnik        | Gol             | Wynik | Rozgrywki                              |
| --------- | -------------------- | ------------------- | ----------------- | --------------- | ----- | -------------------------------------- |
| 1.        | 7 października 2006  | Cardiff, Walia      | Słowacja          | 1 – 2           | 1 – 5 | kwalifikacje do Mistrzostw Europy 2008 |
| 2.        | 28 marca 2007        | Cardiff, Walia      | San Marino        | 2 – 0           | 3 – 0 | kwalifikacje do Mistrzostw Europy 2008 |
| 3.        | 12 października 2010 | Bazylea, Szwajcaria | Szwajcaria        | 1 – 1           | 1 – 4 | kwalifikacje do Mistrzostw Europy 2012 |
| 4.        | 7 października 2011  | Swansea, Walia      | Szwajcaria        | 2 – 0           | 2 – 0 | kwalifikacje do Mistrzostw Europy 2012 |
| 5.        | 11 października 2011 | Sofia, Bułgaria     | Bułgaria          | 0 – 1           | 0 – 1 | kwalifikacje do Mistrzostw Europy 2012 |
| 6.        | 12 listopada 2011    | Cardiff, Walia      | Norwegia          | 1 – 0           | 4 – 1 | mecz towarzyski                        |
| 7.        | 11 września 2012     | Nowy Sad, Serbia    | Serbia            | 1 – 2           | 1 – 6 | kwalifikacje do Mistrzostw Świata 2014 |
| 8.9.      | 12 października 2012 | Cardiff, Walia      | Szkocja           | 1 – 12 – 1      | 2 – 1 | kwalifikacje do Mistrzostw Świata 2014 |
| 10.       | 6 lutego 2013        | Swansea, Walia      | Austria           | 1 – 0           | 2 – 1 | mecz towarzyski                        |
| 11.       | 26 marca 2013        | Swansea, Walia      | Chorwacja         | 1 – 0           | 1 – 2 | kwalifikacje do Mistrzostw Świata 2014 |
| 12.       | 5 marca 2014         | Cardiff, Walia      | Islandia          | 3 – 1           | 3 – 1 | mecz towarzyski                        |
| 13.14.    | 9 września 2014      | Andora, Andora      | Andora            | 1 – 11 – 2      | 1 – 2 | kwalifikacje do Mistrzostw Europy 2016 |
| 15.16.    | 28 marca 2015        | Hajfa, Izrael       | Izrael            | 0 – 20 – 3      | 0 – 3 | kwalifikacje do Mistrzostw Europy 2016 |
| 17.       | 12 czerwca 2015      | Cardiff, Walia      | Belgia            | 1 – 0           | 1 – 0 | kwalifikacje do Mistrzostw Europy 2016 |
| 18.       | 3 września 2015      | Nikozja, Cypr       | Cypr              | 0 – 1           | 0 – 1 | kwalifikacje do Mistrzostw Europy 2016 |
| 19.       | 13 października 2015 | Cardiff, Walia      | Andora            | 2 – 0           | 2 – 0 | kwalifikacje do Mistrzostw Europy 2016 |
| 20.       | 11 czerwca 2016      | Bordeaux, Francja   | Słowacja          | 1 – 0           | 2 – 1 | Mistrzostwa Europy 2016                |
| 21.       | 16 czerwca 2016      | Lens, Francja       | Anglia            | 1 – 0           | 1 – 2 | Mistrzostwa Europy 2016                |
| 22.       | 20 czerwca 2016      | Tuluza, Francja     | Rosja             | 3 – 0           | 3 – 0 | Mistrzostwa Europy 2016                |
| 23.24.    | 5 września 2016      | Cardiff, Walia      | Mołdawia          | 3 – 04 – 0      | 4 – 0 | kwalifikacje do Mistrzostw Świata 2018 |
| 25.       | 9 października 2016  | Cardiff, Walia      | Gruzja            | 1 – 0           | 1 – 1 | kwalifikacje do Mistrzostw Świata 2018 |
| 26.       | 12 listopada 2016    | Cardiff, Walia      | Serbia            | 1 – 0           | 1 – 1 | kwalifikacje do Mistrzostw Świata 2018 |
| 27.28.29. | 22 marca 2018        | Nanning, Chiny      | Chiny             | 1 – 02 – 06 – 0 | 6 – 0 | China Cup 2018                         |
| 30.       | 6 września 2018      | Cardiff, Walia      | Irlandia          | 2 – 0           | 4 – 1 | Liga Narodów UEFA (2018/2019)          |
| 31.       | 16 listopada 2018    | Cardiff, Walia      | Dania             | 1 – 2           | 1 – 2 | Liga Narodów UEFA (2018/2019)          |
| 32.       | 6 września 2019      | Cardiff, Walia      | Azerbejdżan       | 2 – 1           | 2 – 1 | kwalifikacje do Mistrzostw Europy 2020 |
| 33.       | 13 października 2019 | Cardiff, Walia      | Chorwacja         | 2 – 1           | 2 – 1 | kwalifikacje do Mistrzostw Europy 2020 |
| 34.35.36. | 5 września 2021      | Kazań, Rosja        | Białoruś          | 1 – 02 – 23 – 2 | 3 – 2 | kwalifikacje do Mistrzostw Świata 2022 |
| 37.38.    | 24 marca 2022        | Cardiff, Walia      | Austria           | 1 – 02 – 0      | 2 – 1 | kwalifikacje do Mistrzostw Świata 2022 |
| 39.       | 5 czerwca 2022       | Cardiff, Walia      | Ukraina           | 1 – 0           | 1 – 0 | kwalifikacje do Mistrzostw Świata 2022 |
| 40.       | 14 czerwca 2022      | Rotterdam, Holandia | Holandia          | 2 – 2           | 2 – 3 | Liga Narodów UEFA (2022/2023)          |
| 41.       | 21 listopada 2022    | Ar-Rajjan, Katar    | Stany Zjednoczone | 1 – 1           | 1 – 1 | Mistrzostwa Świata w Piłce Nożnej 2022 |

## Sukcesy

### Tottenham Hotspur
- Puchar Ligi Angielskiej: 2007/2008

### Real Madryt
- Mistrzostwo Hiszpanii: 2016/2017, 2019/2020, 2021/2022
- Puchar Króla: 2013/2014
- Superpuchar Hiszpanii: 2017
- Liga Mistrzów UEFA: 2013/2014, 2015/2016, 2016/2017, 2017/2018, 2021/2022
- Superpuchar Europy UEFA: 2014, 2017
- Klubowe mistrzostwo świata: 2014, 2017, 2018

### Los Angeles FC
- Puchar MLS: 2022
- Supporters' Shield: 2022

### Wyróżnienia
- Nagroda im. Carwyna Jamesa dla najlepszego, młodego sportowca w Walii: 2006
- Jedenastka Roku Football League Championship: 2007
- Najlepszy młody Zawodnik Football League Championship: 2007
- Najlepszy młody Piłkarz według FAW: 2007
- Sportowa Osobowość Roku w Walii według BBC Wales: 2010
- Najlepszy młody zawodnik Tottenhamu Hotspur: 2010, 2011
- Piłkarz Roku w Walii: 2010, 2011, 2013, 2014
- Najlepszy Zawodnik Premier League według zawodników z całej ligi: 2011, 2013
- Drużyna Roku UEFA: 2011, 2013
- Jedenastka Roku Premier League: 2011, 2012, 2013
- Zawodnik Roku w Tottenhamie Hotspur: 2013
- Piłkarz Roku Premier League: 2013
- Najlepszy piłkarz Klubowych Mistrzostw Świata (Złota Piłka): 2018

### Rekordy
- Najskuteczniejszy zawodnik w historii reprezentacji Walii: 41 goli
- Najwięcej występów w historii reprezentacji Walii: 111 meczów[b]
- Najmłodszy zawodnik w historii reprezentacji Walii, który zadebiutował w dorosłej kadrze: 16 lat i 315 dni
- Drugi najmłodszy zawodnik w historii Southampton, który zadebiutował w pierwszej drużynie: 16 lat i 275 dni

## Życie prywatne
Bale związany jest z Emmą Rhys Jones. 21 października 2012 na świat przyszła Alba Violet Bale – pierwsze dziecko pary. 27 października, na premierze filmu „Spectre”, wraz z partnerką ogłosili, że po raz drugi zostaną rodzicami. 22 marca 2016 urodziła się druga córka pary, Nava Valentina Bale. 17 lipca 2016 roku Gareth Bale oświadczył się Emmie – matce swoich córek.
W lutym 2020 r. Bale założył organizację e-sportową Ellevens w porozumieniu z 38 Entertainment Group, którego założycielami są przedsiębiorca Jonathan Kark oraz piłkarz Larry Cohen. Organizacja bierze udział w turniejach e-sportowych FIFA.